# پسوخه و کوپیدو

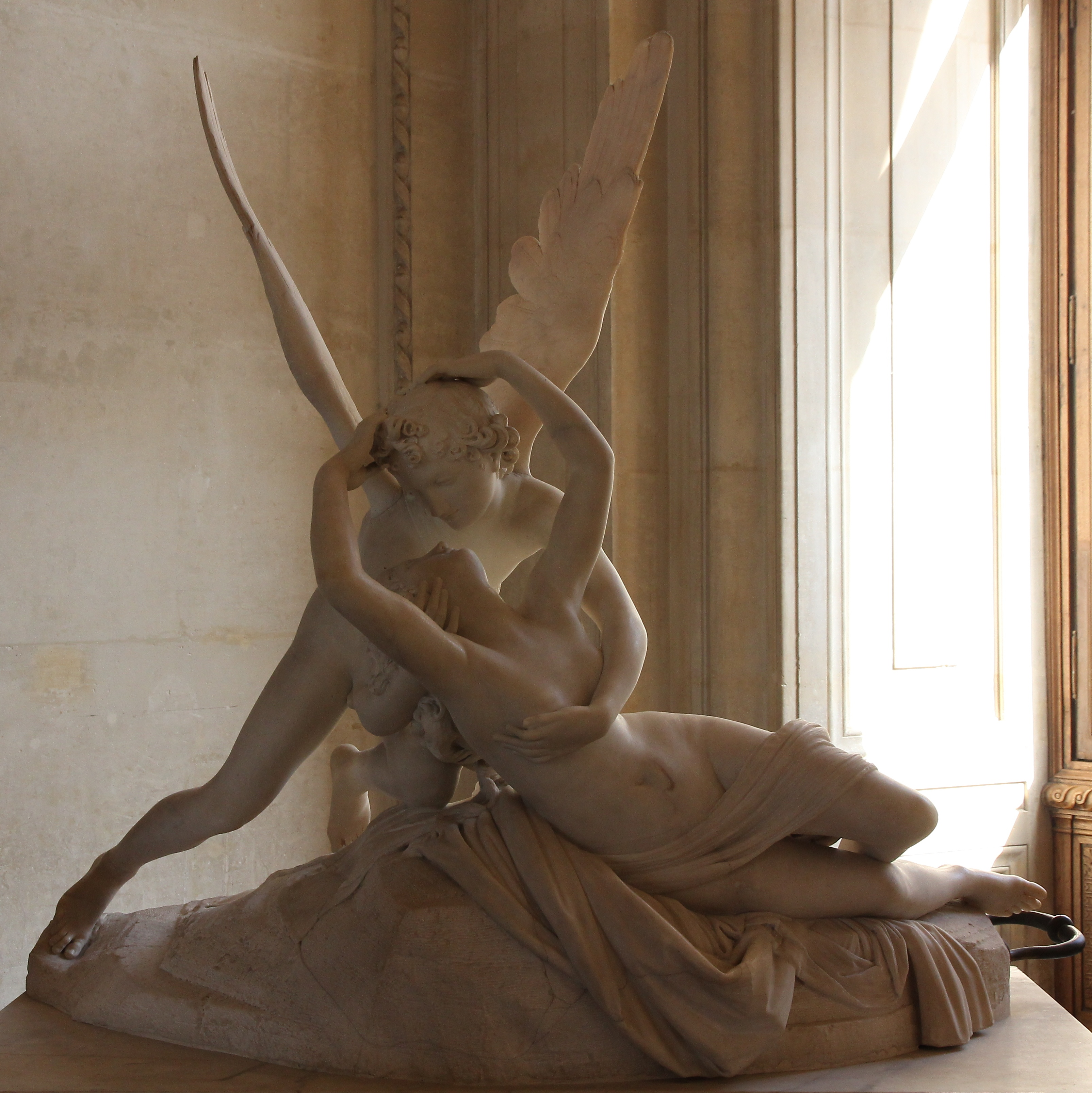
پسوخه با بوسهٔ کوپیدو جان می‌گیرد اثر آنتونیو کانووا

پسوخه و کوپیدو عاشقان اساطیری در جهان باستان که در اساطیر روم باستان بدین نام و در اساطیر یونان باستان با عنوان پسیخه و اروس شناخته می‌شدند. گرچه نخستین بار افسانه مربوط به این عاشقان در سدهٔ دوم میلادی توسط آپولیوس در کتاب الاغ طلایی روایت شده‌است، امّا قدمت این افسانه بدون شک به اعصار قبل از این دوران بازمی‌گردد. در این افسانهٔ بسیار زیبا و سرشار از سمبل‌ها و نمادهای فلسفی، اروس یا کوپیدو (خدای عشق) که پسر آفرودیت یا ونوس است، شیفتهٔ دختر زیبایی به نام پسوخه یا پسیخه می‌گردد و همهٔ شادی‌ها و نعمت‌های جهان، به جز لذت دیدار خویش را به او ارزانی می‌دارد، و با این کار، حسادت بی رحمانهٔ مادرش، آفرودیت را برمی‌انگیزد، امّا سرانجام با پادرمیانی زئوس یا ژوپیتر همه چیز در آسمان‌ها، پایانی خوش می‌یابد و از ازدواج پسوخه و کوپیدو، شهوت زاده می‌گردد.
داستان عشق پسوخه و کوپیدو تمثیلی از این معناست که: «نفس انسانی، چون با تحمل رنج و اندوه پاک شود، قرین سعادت خواهد شد».

## معرفی اجمالی افسانه
افسانه «پسوخه و کوپیدو» یا «کوپید و پسیخه» که با عناوین مختلف دیگری همچون: داستان آمور و پسوخه و نیز داستان اروس و پسیخه و… نیز شناخته می‌شود، داستان بسیار مشهوری است که برای نخستین بار به عنوان یک داستان فرعی و حاشیه‌ای که توسط یک پیرزن [برای یک دختر ربوده شده] روایت می‌شود، در رمان معروف لوسیوس آپولیوس، موسوم به الاغ طلایی، ذکر شده‌است. به احتمال زیاد، آپولیوس در این رمان، که در قرن دوم میلادی خلق شده‌است، ابتدا از شکل اصلی افسانه پسوخه و کوپیدو، به عنوان یک پایه و مبنا برای داستان خود استفاده کرده، و سپس با توجه به ضرورت‌های موضوعی و نیازهای داستانی در رمان خویش، تغییراتی نیز در این افسانه ایجاد نموده‌است.
براین اساس از همان هنگام (سده دوم میلادی) تاکنون، افسانه مذکور به عنوان یک نماد، یا یک تمثیل و اسطوره تعبیر شده‌است. بدین معنا که به این افسانه، به عنوان یک داستان شبیه داستانهای جن و پری نگریسته شده، که در عین حال که آمیخته به تمثیل یا اسطوره و افسانه‌است، اما سنت فولکلوریک تمایل به در هم آمیختن و ترکیب کردن آن با واقعیات دارد.

## دربارهٔ این افسانه

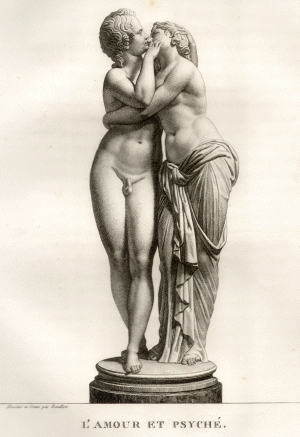
مجسمه‌ای از پسوخه و کوپیدو در موزه کاپیتولین، رم، ایتالیا

چندین قرن بعد از افلاطون، در آثار و نوشته‌های یک فیلسوف افلاطونی به نام آپولیوس، اسطوره‌ای پدید آمد که از محبوبیت و رواج زیادی برخوردار شد. این محبوبیت و رواج در حالیست که ماهیت و معنای این افسانه، هنوز تا حدود زیادی مبهم و اسرارآمیز به نظر می‌رسد.
این افسانه، داستان پسیخه (روح) و عشق او به اروس یا همان کوپید یا کوپیدو (الوهیت عشق) را روایت می‌کند و شرح آن به‌طور مفصل در کتاب «مسخ» یا همان «الاغ طلایی» اثر آپولیوس آمده‌است. این داستان در عین این که بسیار جالب و خواندنی است، سرشار از نمادگرایی فلسفی به نظر می‌آید.
لازم به توضیح است که در دین روم باستان و اساطیر رومی، کوپیدو، خدای عشق محسوب می‌شود که با اروس در اساطیر یونان مطابقت دارد.
ویل دورانت ضمن اشاره به این نکته، افسانه پسوخه و کوپیدو را، یکی از موضوعات تکراری و عمده در نقاشی‌های باقی‌مانده از اساطیر یونانی می‌داند و می‌نویسد:
«...عشق غالباً بر صحنه‌های موجود در نقاشی‌های باقی‌مانده از اساطیر یونان، سلطه دارد: دختری[که همان پسوخه است]، نشسته و در دریای تفکر غوطه ور است و با اروس که در جوارش ایستاده، بی ارتباط نیست؛ مردان و زنان جوان، عاشقانه بر چمن، جست و خیز می‌کنند؛ پسوخه و کوپیدو چنان به جشن و شادی مشغولند که گویی در آن شهر، هرگز چیزی به جز عشق و شراب نبوده‌است…»

## اروس و پسیخه

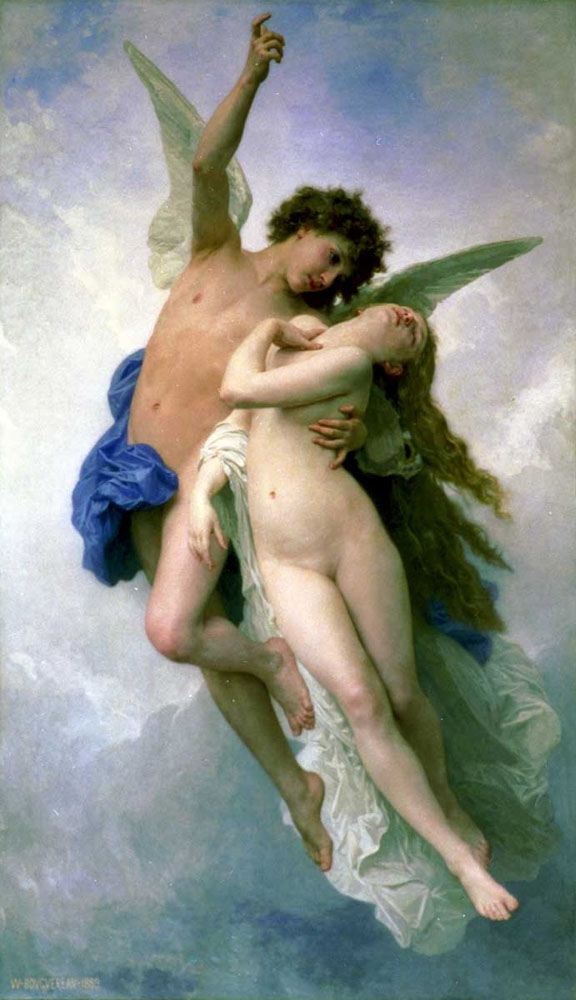
پسیخه و آمور، اثر ویلیام آدولف بوگرو، سال ۱۸۸۹ میلادی

در دائرةالمعارف لاروس افسانه پسوخه و کوپیدو، با عنوان اروس و پسیخه چنین مورد اشاره قرار گرفته‌است:
پسیخه دختر پادشاهی بود و دو خواهر داشت. هر سه خواهر بسیار زیبا بودند، اما زیبایی پسیخه، خواهرانش را تحت‌الشعاع قرار داده بود و باعث کمتر دیده شدن زیبایی آن دو می‌شد.
لطف و ظرافت و زیبایی پسیخه مافوق انسانی به نظر می‌رسید و مردم، از راه‌های دور و نزدیک برای دیدن زیبایی او و تحسین و ستایشش می‌آمدند. اندک اندک مردم شروع به پرستش پسیخه کردند، انگار که او یک آفرودیت جدید باشد.
با این وجود، و در حالی که خواهران پسیخه مشکلی در یافتن شوهر برای خود نداشتند، خود پسیخه غمگین و افسرده در خانه پدرش ماند، بدون این که خواستگاری داشته باشد.
پادشاه، یعنی پدر پسیخه از بابت بی شوهر ماندن دخترش نگران بود و کم‌کم از یافتن شوهری برای او ناامید می‌شد. به همین خاطر پادشاه با هاتف معبد مشورت کرد، اما هاتف معبد به وی پاسخی شوم و ناخوشایند داد!. هاتف گفت باید دختر را همانند یک عروس بیارایند و زینت کنند و او را همراه با گروهی به کوهستان ببرند و در آنجا او را بر فراز صخره‌ای، تنها رها کنند تا هیولایی بیاید و او را با خود ببرد. این هیولا قرار بود شوهر پسیخه باشد.
از این توصیهٔ هاتف معبد، پدر و مادر پسیخه درمانده شدند ولی مجبور به اطاعت از این حکم بودند، چراکه پیدا بود که گفتهٔ هاتف معبد، چیزی به جز خواست خدایان نیست.
اما اصل ماجرا و آنچه که در واقع اتفاق افتاده بود، چیز دیگری بود:
آفرودیت از اینکه مردم، پسیخه را به جای او پرستش می‌کنند، دچار حسادت شده بود و می‌خواست از او انتقام بگیرد. به همین دلیل، آفرودیت پسرش اروس (که خدای عشق بود) را احضار کرد و به او فرمان داد تا عشقی نامعقول و جنون‌آمیز نسبت به موجودی پست و حقیر و فرومایه را در دل پسوخه بیندازد تا او به پست‌ترین و بدبخت‌ترین و زشت‌ترین میرندگان تبدیل شود.
اما از عجایب اینکه اروس وقتی پسیخه را از نزدیک دید، خودش یک دل نه صد دل، عاشق او شد!، پس نقشه‌ای کشید تا دل پسیخه را به‌دست بیاورد.
بدین ترتیب، با اینکه پدر و مادر و گروه همراهان پسیخه او را بر فراز صخره‌ای در کوهستان، و به تنهایی رها کرده بودند، و با اینکه نزدیک بود که پسیخه به دست آن هیولای وحشتناک بیفتد، امّا وی با کمک زفیروس، یعنی باد غرب، نجات پیدا کرد. زفیروس به آرامی پسیخه را از آن صخره بلند کرد و او را به درّه‌ای برد، و در آنجا با نهایت دقت و ملایمت، پسیخه را بر روی پُشته‌ای از سبزه و گُل، بر زمین گذاشت.
دختر زیبا و جوان (پسیخه) که در این هنگام از فرط هیجان و اضطراب از پا افتاده بود، در همان‌جا به خواب فرورفت.

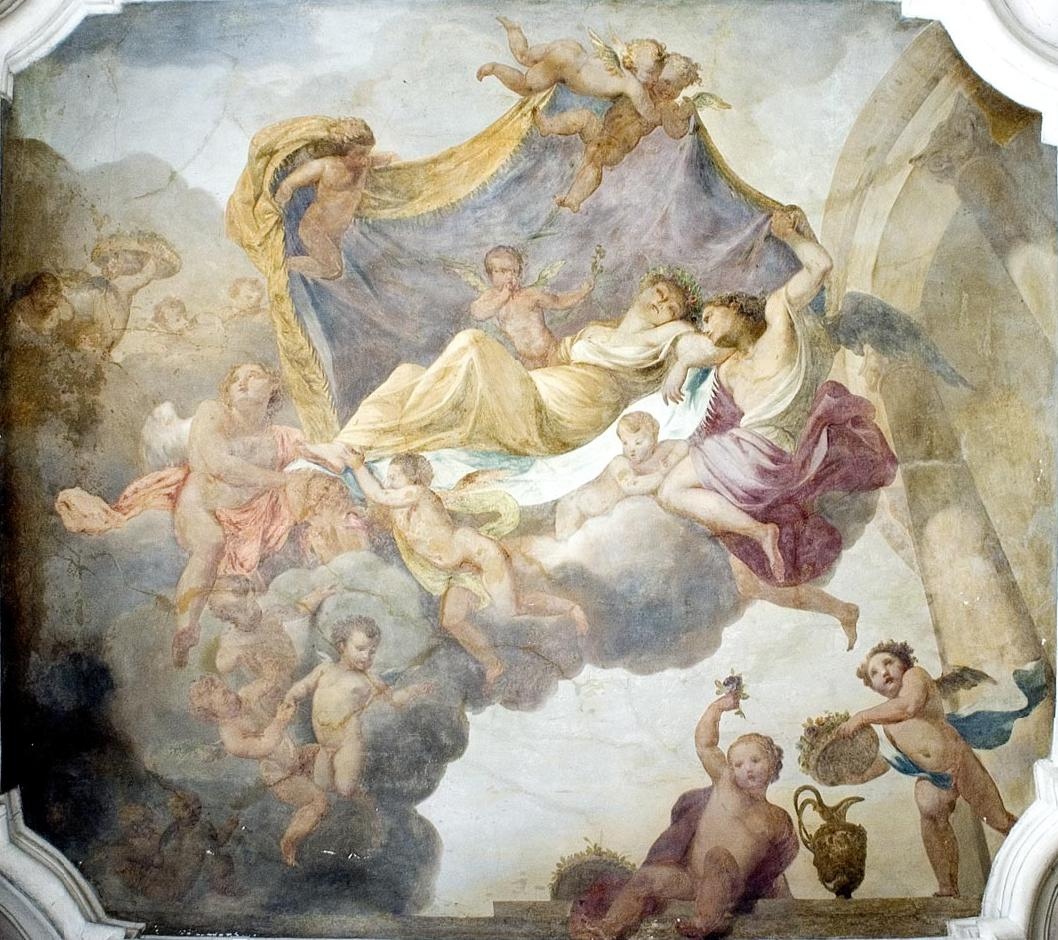
تابلوی خواب پسیخه، اثر میکلانژلو پائولینی، سال ۱۶۸۸ میلادی

وقتی که پسیخه از خواب برخاست، خودش را در باغ خیال‌انگیزی دید که در مقابلش قصری با دیوارهای طلاکاری شده، سر برافراشته بود. درهای قصر باز بود و هیچ‌کس در آن حوالی دیده نمی‌شد. حس کنجکاوی پسیخه را وادار نمود تا بدون آنکه بداند آن قصر چیست و صاحب آن کیست؟، وارد آن بشود.
پس از ورود به قصر، پسیخه ناگهان از همه طرف مورد استقبال و خوشامدگویی قرار گرفت. امّا این خوشامدگویی یک خوشامدگویی عادی نبود و از طرف موجوداتی جسمانی که گوشت و خون داشته باشند، صورت نمی‌گرفت!، بلکه او تنها صداهایی را می‌شنید که به او خوشامد می‌گفتند و دعوتش می‌کردند تا حمام بگیرد و خودش را شستشو کند. پسیخه به دعوت آن‌ها پاسخ گفت و حمام کرد.
سپس صداها از پسیخه خواستند که بر سر میزی بنشیند که بر روی آن لذیذترین و مطبوعترین غذاها و نوشیدنی‌ها قرار داشت و به طرز زیبایی چیده شده بود. افزون بر این، پسیخه صداهای دیگری را نیز می‌شنید که برایش آواز می‌خواندند و صدای سازهایی را می‌شنید که به‌طور گروهی می‌نواختند.
ضیافت سرانجام پایان یافت و پس از خاتمهٔ ضیافت، باز هم صداهایی مجرّد و بی جسم، او را به اتاقی هدایت کردند که تختخوابی در آن آماده بود. پسیخه بر روی تخت دراز کشید و اتاق به تاریکی کامل فرورفت. هنگامی‌که اتاق کاملاً تاریک شد، ناگهان پسیخه حضور موجود زنده‌ای را در کنار خود احساس کرد، بدون آن که او را ببیند. این موجود، ظاهراً همان شوهری بود که هاتف معبد از آن سخن گفته بود و پسیخه در آن زمان از او ترسیده بود، امّا این شوهری که در کنار پسیخه قرار گرفته بود، در نظر پسیخه، نه هیأتی هیولاوار داشت و نه آن قدر وحشتناک بود که پسیخه از او بترسد. این شوهر، کسی به جز همان اروس نبود، که دلداده و عاشق پسیخه گردیده بود.
پسیخه و شوهرش از شب تا سحرگاه روز بعد با یکدیگر بودند، امّا روز بعد، قبل از سپیده دم شوهر پسیخه از آنجا رفت و با روشن شدن هوا، معجزه دوباره از سر گرفته شد، یعنی مثل روز قبل، خدمتکارانی نامرئی، همهٔ نیازهای پسیخه را برآورده می‌ساختند و پسیخه باز هم از این بابت، بی‌نهایت گیج و حیران شده بود. این وضع تا شب ادامه پیدا کرد و پسیخه شبانگاه باز به بستر رفت و دوباره شوهرش نزد او بازگشت و کنار او قرار گرفت.
چندین روز و شب، وضع به همین منوال بود و بدین نحو سپری شد، تا جایی که پسیخه به تدریج با تمامی آن عجایبی که نخست حیرتش را برانگیخته بودند، خو گرفت و در آن قصر و در میان آن همه ناز و نعمت، احساس خوشبختی کرد. اما یک مشکل در این بین به وجود آمد و آن اینکه کم‌کم دل پسیخه برای خانواده اش و مخصوصاً برای خواهرانش که انس و الفت و محبت بسیاری بدانها داشت، تنگ شد و تصمیم گرفت یکی از شب‌ها موضوع را با شوهرش در میان بگذارد.
شبانگاه، هنگامی‌که پسیخه موضوع دلتنگی خویش را برای شوهرش شرح داد، شوهر ابتدا در مورد خطری که این دلتنگی و این نوستالژی (غم غربت)، می‌تواند برای پسیخه داشته باشد، به او هشدار داد و سپس پیش‌بینی کرد که حضور خواهران پسیخه در کنار او، برایش خطرناک و حتی مُهلک خواهد بود. با این وجود پسیخه برای دیدن خواهرانش لجاجت و سرسختی بسیار کرد و چون شوهرش نیز، مردی لطیف و ظریف و با احساس بود و به خاطر عشق زیاد به پسیخه، دلش می‌خواست هر طور شده، پسیخه را خوشحال و راضی نگاه دارد، سرانجام با آمدن خواهران پسیخه موافقت کرد.
بدین ترتیب، زفیروس (باد غرب)، دو خواهر پسیخه را به آن قصر شگفت‌انگیز آورد، امّا خواهران پسیخه بلافاصله پس از ورود به قصر، نسبت به خوشبختی و سعادت خواهرشان، دچار تلخ‌ترین و سخت‌ترین رشک و حسادت‌ها شدند و شروع به دخالت در زندگی پسیخه نمودند و از جمله به خصوص از اینکه پسیخه نتوانسته بود شوهرش را ببیند، ابراز تعجب کردند. در چنین وضعی، اروس، باز هم اخطارهای خود را تکرار کرد و در ضمن به پسیخه تأکید کرد که او نباید برای دیدن چهرهٔ شوهرش (که در واقع خود اروس بود)، تلاش کند و باید به خوشبختی کنونی اش قانع باشد و تسلیم کنجکاوی خویش نشود. اروس همچنین به پسوخه هشدار داد که تنها در این صورت است که خوشبختی او پایدار می‌ماند و در صورتی که وی به اخطارهای شوهرش توجه نکند، به زودی سخت‌ترین رنج‌ها و مصائب، بر وی نازل خواهد شد.
با این وجود، خواهران پسیخه نزد او آمدند و پرسش‌های بی پایانی را با او مطرح کردند و نهایتاً وانمود کردند که در مورد وضع پسیخه نگرانی‌هایی دارند که دیگر نمی‌توانند آن نگرانی‌ها را از او پنهان کنند. خواهران پسیخه همچنین به وی گفتند که شوهر مرموز و اسرارآمیز پسیخه (که وی تا بدان روز موفق به دیدن چهره اش نشده بود)، کسی نیست به جز یک اژدهای مخوف و هراس‌انگیز، که با محبوس نمودن پسیخه در این قصر زیبا و فراهم ساختن انواع خوراک و… برای او، قصد دارد او را چاق و فربه بنماید تا بتواند بعدها او را قربانی نموده و طعمهٔ خویش سازد!، خواهران پسیخه همچنین تأکید کردند که تا دیر نشده، او باید کاری بکند.
پس از مدتی مقدمه بافی و زمینه چینی، سرانجام خواهران پسیخه روزی به وی توصیهٔ وحشتناکی نمودند. آن‌ها به وی گفتند که همان شب، قبل از آمدن شوهرش به آن اتاق تاریک، چراغی را در آن اتاق پنهان کند و در ضمن، خنجر تیزی را آماده نگه دارد تا هنگامی‌که شوهرش به خواب عمیقی فرورفت، چراغ را بیرون آورده و در پرتو نور آن، شوهرش را که هیولایی بیش نیست، به ضرب خنجر، به قتل برساند.
آن شب، پسیخه دستورها خواهرانش را، مو به مو اجرا کرد، امّا هنگامی‌که پس از به خواب رفتن شوهر، چراغ را به دست گرفت و بالای سر او رفت، درون بستر به جای هیولا، پسر جوان فوق‌العاده زیبایی را مشاهده کرد که بر پشتش، بالهای خمیدهٔ ظریفی قرار داشت.
در این لحظه ناگهان پسیخه، اروس را شناخت و دستانش به شدت شروع به لرزیدن کرد و از این لرزش، یک قطره از روغن جوشان چراغ، بر روی تن لطیف و زیبای اروس (همان «کوپیدو» یا «کوپیدون») افتاد. بر اثر این اتفاق، اروس تکانی خورد و از جا پرید و بیدار شد. او خیلی سریع تمام ماجرا را دریافت و دانست که پسیخه به او خیانت کرده و نه فقط توصیه‌ها و هشدارهایش را نادیده گرفته، بلکه قصد جان او را نیز داشته‌است.
وقتی که اروس، خیانت پسیخه را دید، بی‌درنگ پرواز کرد و از دسترس دور شد و فقط گفت:
«ای پسیخه! تو می‌خواستی من را ببینی؟، حال دیدی و دانستی که من چه کسی هستم. امّا اینک که تو این راز را می‌دانی، من باید بروم و تو را ترک کنم!، پس تو دیگر هرگز من را نخواهی دید.»

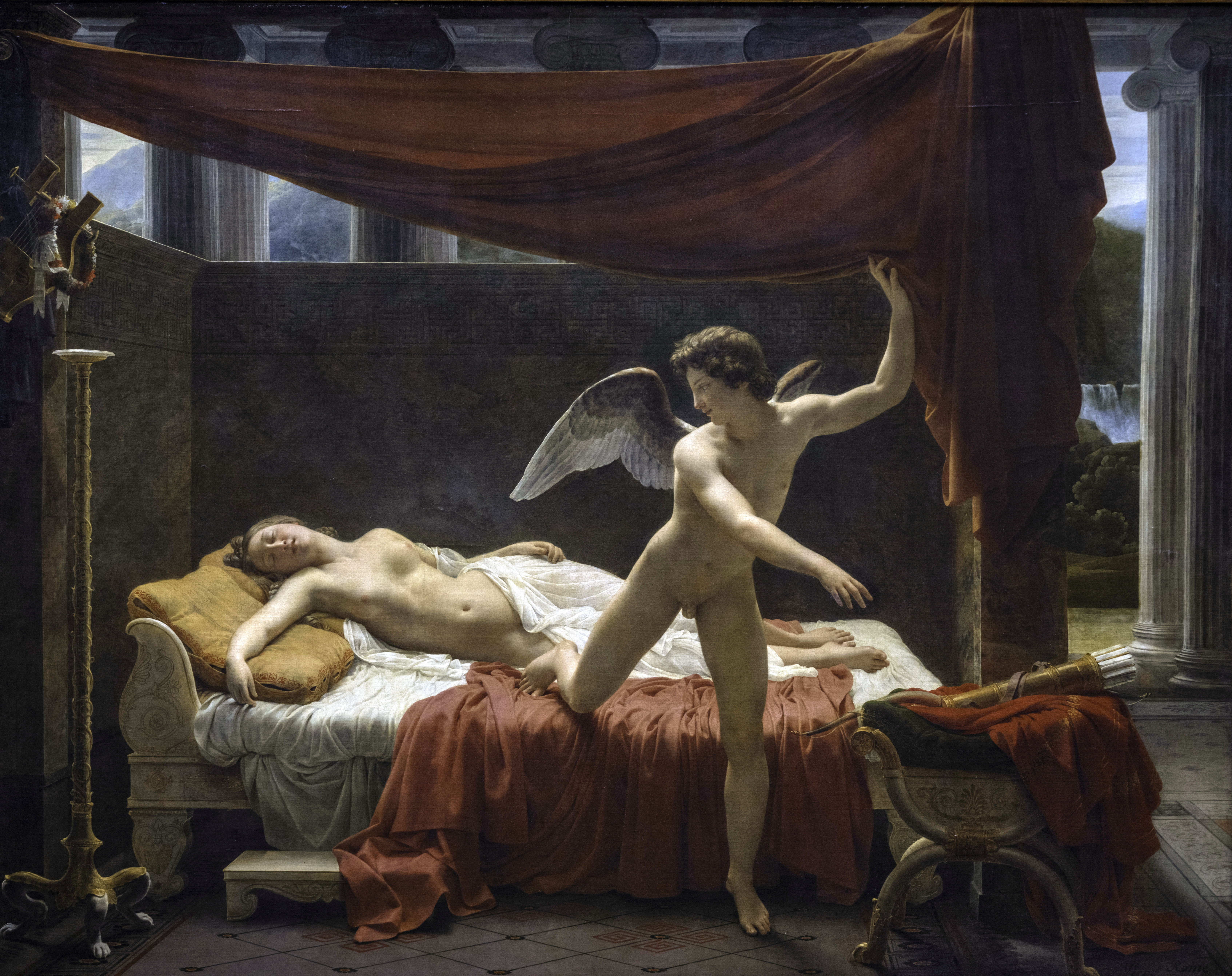
آمور(اروس) و پسوخه، اروس از دسترس پسوخه دور می‌شود، تابلویی از ۱۸۱۹ میلادی

پسیخهٔ بیچاره، با دریافتن موضوع و مشاهدهٔ رفتن اروس، پشیمان شد و آن قدر گریه کرد تا از حال رفت. امّا پشیمانی دیگر حاصلی نداشت و شوهرش رفته بود و از آنجا بسیار دور شده بود. این بود که سرانجام پسیخه تصمیم گرفت که ضمن جبران گناه خویش، به جستجوی همسرش برخیزد.
ابتدا پسیخه، خواهران خویش را به مجازات رسانید:
او به خواهرانش گفت که اروس می‌خواهد آن‌ها را ملاقات کند و برای این ملاقات آن‌ها باید به فراز صخره‌ای بروند که زفیروس (باد غرب)، معمولاً برای بردنشان بدانجا می‌آمد و آن‌ها در آنجا بر باد سوار می‌شدند.
خواهران پسیخه به بالای صخره رفتند و مثل دفعات قبل که بر باد غرب سوار می‌شدند، از روی صخره پریدند تا زفیروس آن‌ها را حمل کند. غافل از اینکه زفیروس دیگر آنجا نیست و در نتیجه آن دو خواهر، به قعر درّه‌ای که زیر پای‌شان بود، سقوط کردند و تکّه تکّه شدند.
بعد از آن پسیخه، سرتاسر جهان را، به دنبال اروس جستجو کرد و برای رسیدن به شوهر و معشوقش، تلاش‌های بی‌شمار نمود و رنج و محنت‌های بسیار کشید، امّا هرگز نتوانست اروس را پیدا کند. به ویژه که هیچ‌کس هم حاضر نبود به او کمک کند و از جمله هیچ‌یک از ایزدان، از ترس اینکه خشم آفرودیت برانگیخته شود، جرأت نمی‌کردند به پسیخه یاری برسانند تا شوهرش را بیابد.
بدینسان، دختر بیچاره سرانجام چاره‌ای جز این ندید که خود را تسلیم رقیب و دشمن دیرینش، یعنی آفرودیت بکند، چراکه او دیگر هیچ کاری جز این نمی‌توانست بکند.
وقتی که پسیخه خود را تسلیم آفرودیت نمود، آفرودیت نخست به شکنجه شدید و آزار او پرداخت و سپس مأموریت‌های دشوار و عجیب گوناگونی را به وی تحمیل نمود. از جمله یکی از این مأموریت‌ها این بود که پسیخه به دنیای زیرین فرورود تا در آنجا از پرسفونه تقاضا کند قوطی کوچکی حاوی پماد زیبایی به او بدهد!، در این مأموریت آفرودیت تأکید کرده بود که پسوخه تحت هیچ شرایطی حق ندارد در قوطی را باز کند. امّا باز هم کنجکاوی پسیخه بر او غلبه کرد و او در قوطی را باز کرد. به محض گشوده شدن در قوطی، بخار خواب‌آوری از درون آن بیرون زد و پسیخه با استنشاق آن بخار، از هوش رفت.
امّا از دیگر سو، خود اروس هم کلافه و درمانده شده بود، چراکه او نیز با تمام وجود به پسیخه عشق می‌ورزید. پس وقتی که اروس، پسیخه را دید که پس از تماس با آن بخار مرموز از هوش رفته و به خواب جادویی فرورفته‌است، به سوی او پر کشید و بیدارش کرد.
پس از این واقعه، اروس که زندگی بدون پسیخه را برای خود غیرممکن می‌دید، به المپ رفت تا از زئوس، یعنی خدای خدایان، برای ازدواج با این میرنده (وجود غیر ابدی)، یعنی پسیخه، اجازه بگیرد. زئوس، موافقت خویش با این ازدواج را، با کمال میل و رضایت تام، اعلام نمود و متعاقب آن آفرودیت نیز با پسیخه آشتی نمود و میان آن دو صلح و صفا برقرار گردید.
بدین ترتیب پسیخه و اروس (در روایت آپولیوس: پسوخه و کوپیدو) برای مدت‌ها در کنار یکدیگر و عاشقانه زندگی کردند. بعدها پسیخه برای اروس فرزندی به دنیا آورد که ولاپتشنس Voluptuousness یا شهوترانی نام گرفت.

## نقش آپولیوس در خلق این افسانه

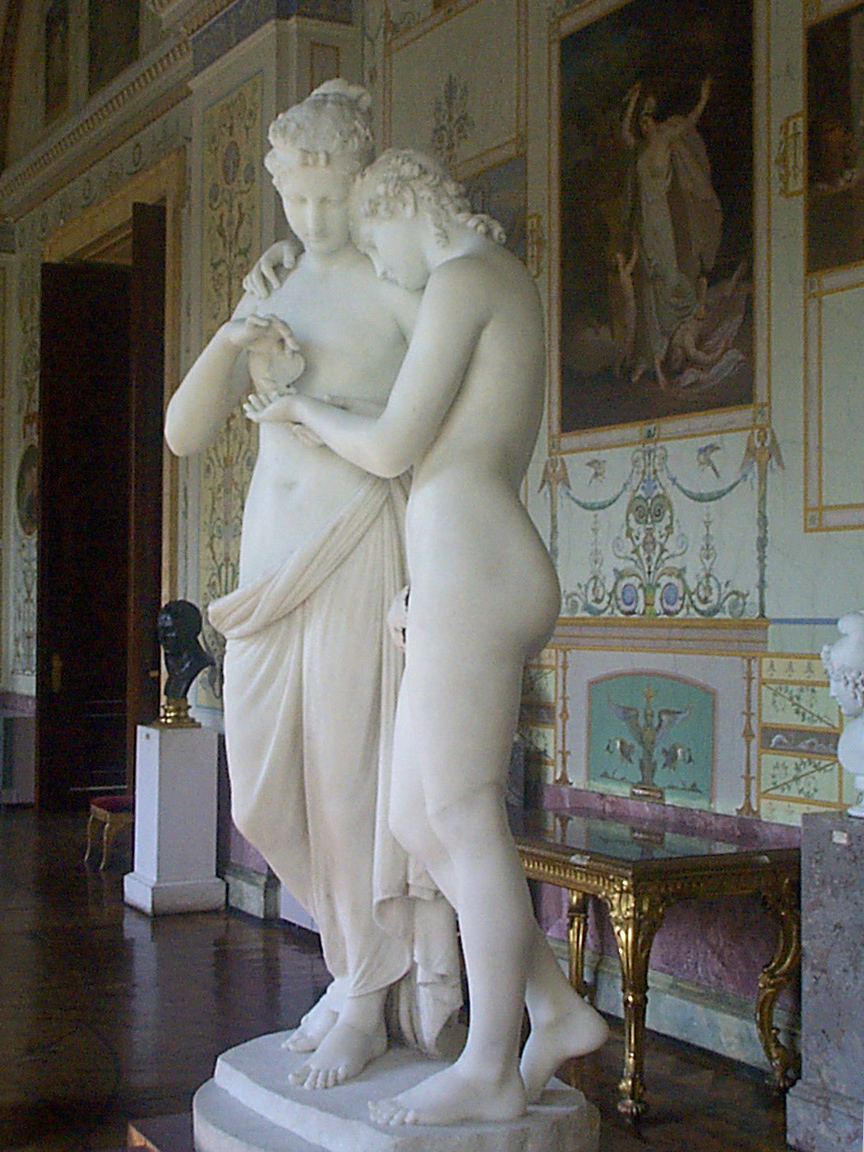
مجسمه پسوخه و کیوپید، ساخته شده در ۱۸۰۸ میلادی

ویل دورانت در کتاب تاریخ تمدن بر استادی آپولیوس در توصیف داستانهای اتفاقی که در نوشته لاتین او، الاغ طلایی نقل شده، تأکید کرده و در این مورد نحوهٔ روایت افسانه پسوخه و کوپیدو توسط آپولیوس را مثال زده‌است:
«... به عنوان مثال، در فرازی از الاغ طلایی، پیرزنی، دختر ربوده شده‌ای را با نقل داستان پسوخه و گوپیدو دلداری می‌دهد و تعریف می‌کند که چگونه پسر ونوس، شیفتهٔ دختر زیبایی گشت و همهٔ شادی‌ها به جز لذت دیدار خویش را به او داد، حسادت بی رحمانهٔ مادرش را برانگیخت، و سرانجام همه چیز در آسمان‌ها، پایانی خوش یافت. با وجود ذوق آزمایی‌های فراوان، قلم هیچ هنرمندی داستان این عشق اساطیری را، بهتر از این عجوزه سپیدموی (که آپولیوس او را به سخن گفتن واداشته)، بازگو نکرده‌است.»
پژوهشگران اسطوره‌شناس لاروس نیز، در ارتباط با نقش آپولیوس در خلق این افسانه نوشته‌اند:
لوسیوس آپولیوس می‌توانست به اعتبار نقل این افسانه با مهارت و استادی تمام در کتاب الاغ طلایی یا همان مسخ یا تناسخ، خالق افسانه پسوخه و کوپیدوس محسوب شود، امّا به‌دست آمدن تصویری از پسوخه در نقاشی‌ها و کنده کاری‌های اسکندریه ای، که هیچ ارتباطی با داستان آپولیوس ندارند روشن نمود که این افسانه قبل از آپولیوس نیز، رایج بوده‌است. در نقش‌های اسکندریه، پسوخه همچون دختر جوانی با بالهای پروانه توصیف شده که در حال بازی کردن با کوپیدو (اروس) است.
امّا حتی اگر آپولیوس، شخصیت‌های این داستان را از خودش ابداع و خلق نکرده باشد، ولی بدون شک حوادث و ماجراهای داستان، حاصل نبوغ و اندیشهٔ خودش بوده، که با استفاده از موضوع کهن و عامیانهٔ «دیو مهیب و دختر زیباروی» و با ارائهٔ چندین صحنه از افسانه‌های سنتی و کلاسیک اساطیری، این اثر پر راز و رمز را خلق کرده‌است.

## رمزها و نمادها در این افسانه
پسوخه و کوپیدو یک افسانهٔ اسطوره‌ای رمزی و نمادین و سرشار از نمادگرایی فلسفی است.
لغت «پسیخه» (Psyche) در اصل به معنای روح است و کلماتی مثل «پسیکولوژی» (Psychology) به معنای روان‌شناسی از همین کلمه مشتق شده‌اند.
در واقع آپولیوس در این افسانه، به شرح سرگذشت و ماجرای «روح انسانی» (پسیخه) پرداخته‌است. روحی که به نظر او، انعکاس و جلوه‌ای از زیبایی مطلق است، امّا با شهوات حقیر و تمایلات نفس فرومایه و خصوصاً به وسیلهٔ کنجکاوی، به زمین زنجیر شده‌است.
روح تا قبل از پشت سر گذاشتن مقدمات و آزمونهای لازم و ضروری، نمی‌تواند مشاهدهٔ جمال الهی را تحمل کند و روح باید در سیر صعودی خود، از عشق کمک بگیرد و عشق است که در نهایت امکان دسترسی به عالم الهی، یعنی مُثُل را به روح می‌دهد.
در مجموع، داستان عشق پسوخه و کوپیدو، تمثیلی است از نفس انسانی که چون با تحمل رنج و اندوه پاک شود، قرین سعادت خواهد شد.

## ارتباط این افسانه با علم الاساطیر هلنی

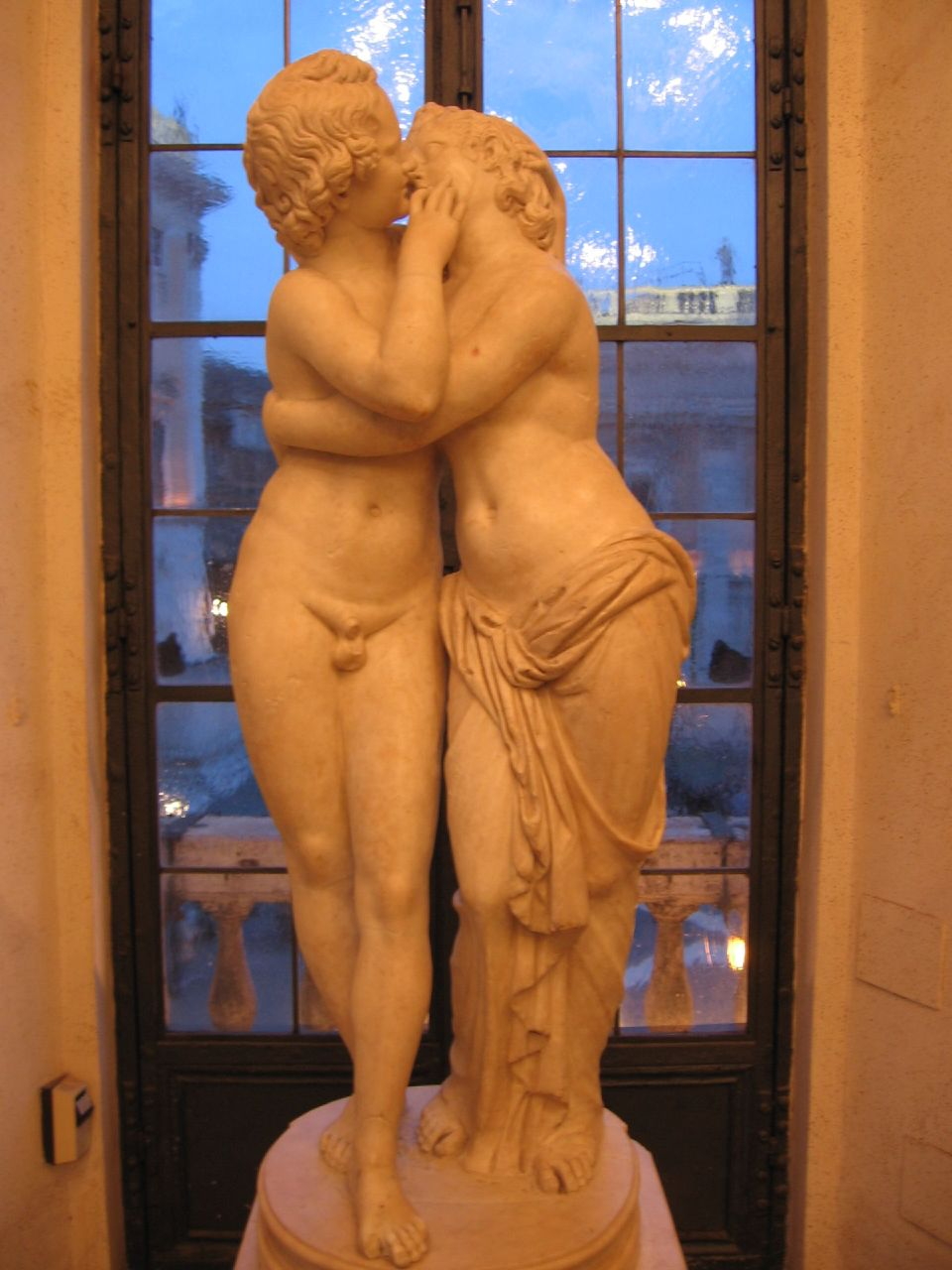
مجسمه پسوخه و کوپیدو از جنس مرمر، مربوط به سدهٔ دوم میلادی

با اینکه اسطوره پسوخه در افسانه پسوخه و کوپیدو ممکن است ساختگی و فاقد اصالت باشد و مثلاً خود آپولیوس آن را ساخته و پرداخته باشد، اما حلقه‌های ارتباطی آن با علم الاساطیر هلنی، متعددتر از آن است که به کلی از آن جدا دانسته شود.
علاوه بر این، نفس وجود و روایت این افسانه در آثار آپولیوس، نشان می‌دهد که علم الاساطیر هنوز در دنیای فلاسفه و داستان نویسان قرن دوم میلادی، نیرویی زنده و خلّاق بوده و متفکران رومی، حتی در مستعمرات آفریقایی روم همچون ماداورا (زادگاه آپولنیوس) حتی تا این زمان دلبستهٔ اساطیر یونانی و هلنی بوده‌اند. هرچند که میزان واقعی پنداری این اساطیر، بدون شک نسبت به دوران اوج هلنیسم کاهش داشته‌است.
بدین ترتیب، با اینکه شاید آپولیوس، به موجودیت واقعی مخلوقاتی که اغلب با طنز و کنایه تصویر کرده بود، باور نداشت، اما با این وجود، از نظر او، اسطوره‌های هلنی هنوز می‌توانستند برای آشکارسازی و نمایاندن مخفی‌ترین حقایق و رموز به کار گرفته شوند و این تنها راه بیان آن حقایق و رموز بود که با محدودهٔ ناچیز و تنگ روح انسانی، (علیرغم تفاوتهای آن با جنبهٔ الوهیت اساطیر هلنی) سازگار به نظر می‌رسید.